# Gößbach (Dammbach)
Der Gößbach ist ein linker Zufluss des Dammbachs im Landkreis Aschaffenburg im bayerischen Spessart.

## Geographie

### Verlauf
Der Gößbach entspringt nördlich von Wildensee am Hundsrückkopf (478 m). Er läuft in nordwestlicher Richtung und mündet in Krausenbach in der Nähe der St. Wendelinkirche an einem Spielplatz am Unterschnorrhof in den Dammbach.

### Flusssystem Elsava
- Fließgewässer im Flusssystem Elsava

## Einzelnachweise

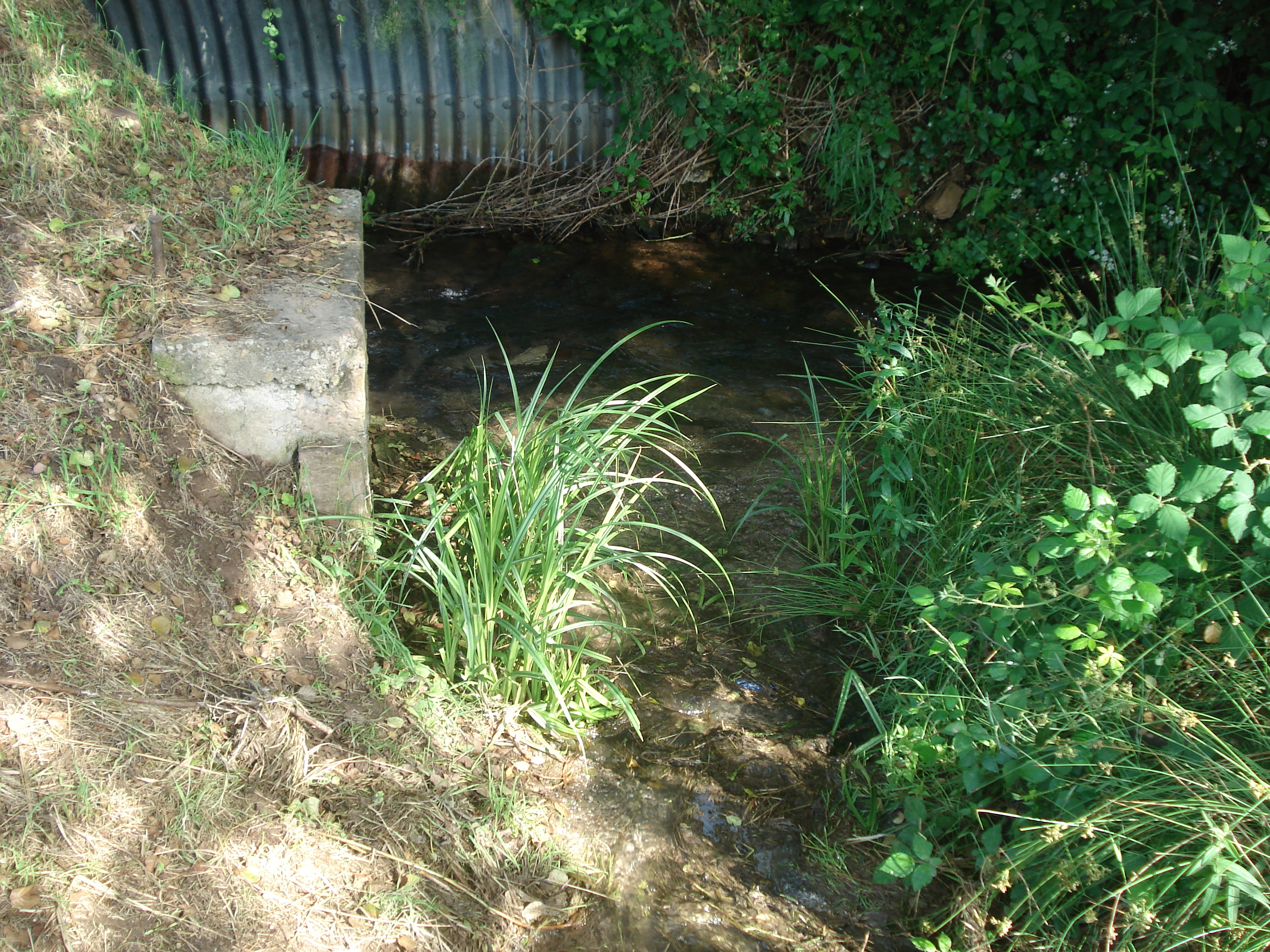
Der Gößbach (vorne) mündet in den Dammbach (von rechts nach links)